# Casearia arborea
La guacimilla del pinar (Casearia arborea) es una especie de árbol perteneciente a la familia de las salicáceas.

## Descripción
Es un árbol o arbusto que alcanza un tamaño de hasta 35 m de alto, probablemente siempreverdes. Hojas angostamente oblongas, de 8–11.5 cm de largo y 2–3 cm de ancho, el ápice corto y abruptamente acuminado a cortamente caudado, la base obtusa (aguda), margen finamente serrado, pocas a muchas marcas pelúcidas, nervios levemente reticulados, mayormente transversales a los nervios secundarios; pecíolo 0.2–0.25 cm de largo. Las inflorescencias en fascículos con pedúnculos de 1–2 mm de largo, en las axilas de las hojas, con 15–20 flores, pedicelo 4–4.5 mm de largo, yema elíptica; sépalos 5, connados en la base formando un tubo pequeño de  1 mm de profundidad, lobos 2.5 mm de largo y 1.5–2 mm de ancho, glabros o puberulentos, erectos en la antesis, (en fruto hasta 4 mm de largo); estambres 10, los filamentos más largos 1.5–2.5 mm de largo, lobos del disco en el mismo verticilo que los estambres y alternando con ellos, 1–1.5 mm de alto; ovario con tricomas largos y adpresos en el ápice, estilo simple. Fruto envuelto las 3/4 partes por el cáliz persistente, ovado, y luego abruptamente contraído hacia el estilo persistente, 6-angulado, 6–7 mm de largo (incluyendo el estilo) y 4 mm de ancho, pubescente en el ápice y el estilo, seco(?), separándose en 3 valvas cuando maduro, verde (tornándose rojo a violeta?); semillas 4, 2 mm de largo y 1.5 mm de ancho, glabras, arilo fimbriado.

## Distribución y hábitat
Es una especie poco común, se encuentra en al vegetación secundaria, a altitud de 10–180 m s. n. m.; en Guatemala y Belice hasta Panamá, Sudamérica hasta Bolivia y Brasil, y también en las Antillas.

## Taxonomía
Casearia arborea fue descrita por (Rich.) Urb. y publicado en Symbolae Antillanae seu Fundamenta Florae Indiae Occidentalis 4(3): 421–422, en el año 1910.
Sinonimia
| - Casearia bangii Rusby - Casearia brasiliensis Eichler - Casearia cambessedesii var. angustifolia Eichler in Mart. - Casearia cambessedesii var. parvifolia Eichler in Mart. - Casearia capitata (Ruiz & Pav.) Pers. - Casearia glaberrima Uittien - Casearia glaziovii Briq. - Casearia hostmanniana Steudel ex Grisebach - Casearia incana Bertero ex Spreng. - Casearia lanceolata Miq. - Casearia oligantha Eichler in Mart. | - Casearia poeppigii Eichler - Casearia serrata Macfadyen - Casearia stipularis Vent. - Casearia stipularis Poir. ex Spreng. - Casearia umbellifera Benoist - Chaetocrater capitatum Ruiz & Pav. - Guidonia stipularis (Vent.) Maza - Samyda arborea Rich. - Samyda niviana Poir. - Samyda stipularis Poir. - Samyda virgata Sessé & Moc. - Samyda viridiflora Aubl. |